# Club Atlético Nacional Potosí (baloncesto)
El Club Atlético Nacional Potosí baloncesto es la sección de baloncesto del Club Atlético Nacional Potosí. Actualmente participa en la máxima categoría del baloncesto boliviano, la Libobasquet.

## Historia
En el año 2017 la institución conforma la disciplina del Básquet, afiliándose a la Asociación Municipal de Básquetbol Potosí (AMBP).
El año 2019 se consagra campeón invicto de la Liga Superior del Básquetbol Boliviano (LSBB) y ese mismo año participa por primera vez en la Liga Boliviana de Básquetbol dónde obtiene el subcampeonato.

## Uniforme
El uniforme del Club Atlético Nacional Potosí de baloncesto, al igual que el de fútbol, está conformado por una camiseta blanca y una banda diagonal roja.

## Datos de la sección

### Posiciones en liga
| Liga Superior de Baloncesto Boliviano 2019 | 2 | 2.ª División | 1.° | — |
| Liga Boliviana de Básquetbol 2019          | 1 | 1.ª División | 2.º | — |
| Liga Boliviana de Básquetbol 2021          | 1 | 1.ª División | 1.º | — |

## Entrenadores
- Gaston Fernández (2019)
- Diego D'andrea (2021)
- Enrique Lancelotti (2022-presente)[5]

## Palmarés

### Torneos nacionales
| Competición nacional     | Competición nacional     | Títulos        | Subcampeonatos |
| ------------------------ | ------------------------ | -------------- | -------------- |
| Campeonato de Liga (2/1) | Campeonato de Liga (2/1) | 2021, 2024.    | 2019.          |
| LNB (1)                  | LNB (1)                  | 2022. (Récord) |                |

## Premios
| MVP de la temporada - Adriano Barreras -2021 |